# جبل كيرينسي
جبل كيرينسي (بالإنجليزية: Mount Kerinci)‏ هو بركان في جزيرة سومطرة في إندونيسيا، محاط بالغابة المورقة لمتنزه كيرينسي الوطني، وهو موطن الأنواع المهددة بالإنقراض من نمور سومطرة ووحيد القرن السومطري.

## جغرافياً
يعد كيرينسي أعلى بركان في إندونيسيا، ويقدر إرتفاعه 3805 مترًا (12484 قدمًا) فوق مستوى سطح البحر، وأعلى بركان يقع على جزيرة تشكل جزءًا من آسيا. يقع جبل كيرينسي على حدود منطقة كيرينسي ريجنسي الفاخرة في مقاطعة جامبي وجنوب سولوك ريجنسي بمقاطعة غرب سومطرة، في الجزء الغربي الأوسط من الجزيرة بالقرب من الساحل الغربي، وعلى بعد حوالي 130 كيلومترًا (81 ميلًا) جنوب بادانج.
إنها جزء من جبال باريسان، وهي سلسلة من البراكين تمتد من أقصى الشمال الغربي للجزيرة (في مقاطعة آتشيه) وصولاً إلى أقصى الجنوب الشرقي في مقاطعة لامبونج. إنها الميزة الأكثر بروزًا لتضاريس حديقة كيرينسي سيبلات الوطنية، حيث ترتفع منحدرات غابات الصنوبر 2400-3300 متر (7900-10800 قدم) فوق الحوض المحيط، ومخروط 13 كم (8 ميل) عرض و 25 كم ( 16 ميل) طويلة عند القاعدة، ممدود في إتجاه الشمال والجنوب. في القمة توجد حفرة عميقة بعرض 600 متر (1969 قدمًا)، غالبًا ما تكون مملوءة جزئيًا ببحيرة فوهة صغيرة على الجانب الشمالي الشرقي من أرضية الفوهة.